# Замошье (Ивановский район)
Замошье (бел. Замошша) — деревня в Ивановском районе Брестской области Белоруссии. Входит в состав Лясковичского сельсовета.
Находится недалеко от аг. Мотоль.

## Описание
Деревня известна с начала XIX века. В конце XIX века в деревне построен кирпичный завод. С 1921 по 1939 год деревня находилась в составе Польши в Полесского воеводстве. В 1939 году эта территория присоединена к СССР и деревня с 1940 года относилась к Ивановский району Пинской области, а с 1954 года вошла в состав Брестской области.

## Население

### Численность
- 2019 год — 129 человек

### Динамика
- 2019 год — 129 человек[1]
- 2010 год — 156 человек
- 2005 год — 202 человек[2]
- 1999 год — 229 человек
- 1997 год — 227 человек[2]
- 1959 год — 505 человек[2]